# Selenoly

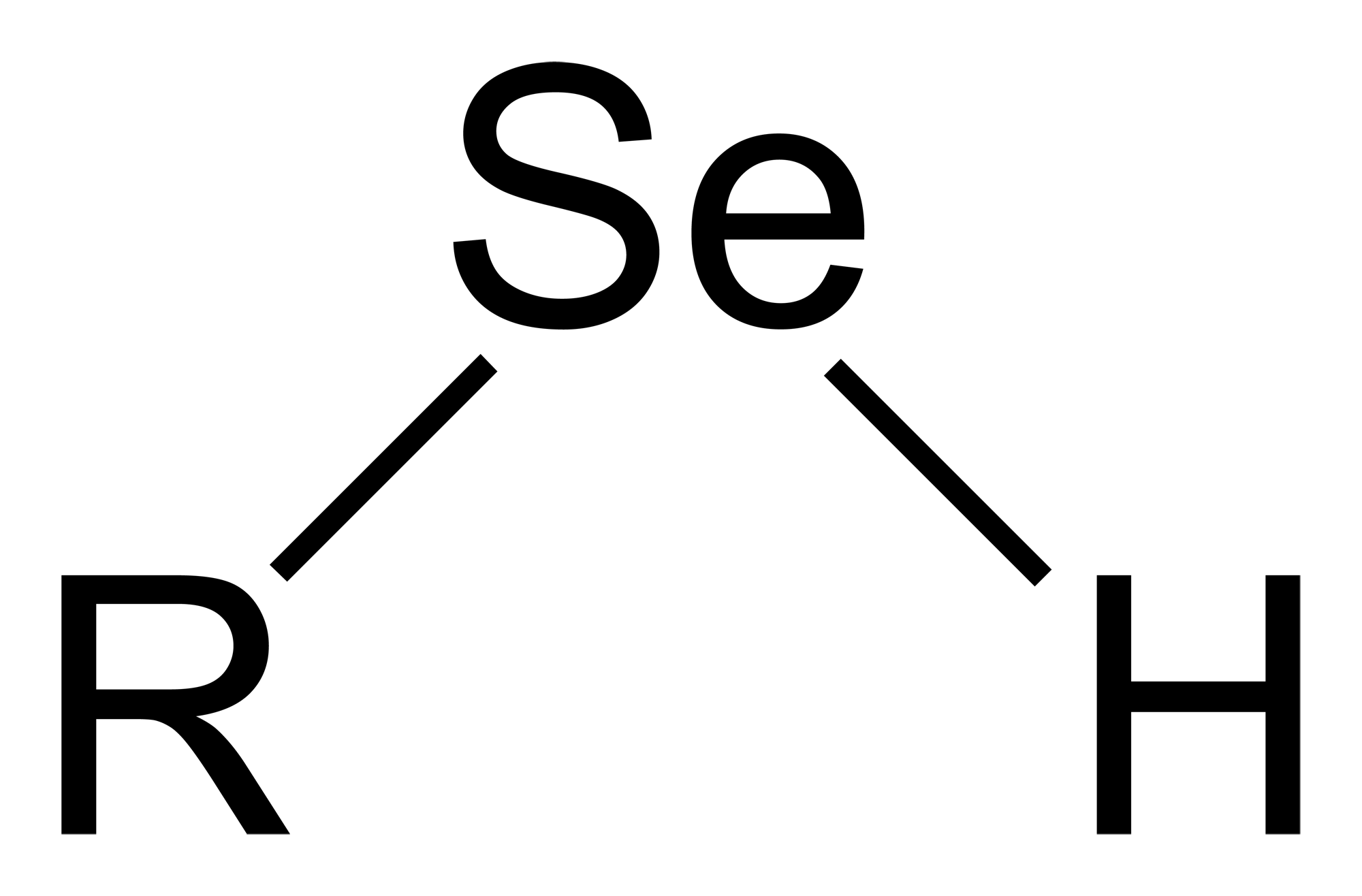
Obecný strukturní vzorec selenolu

Selenoly jsou organické sloučeniny obsahující funkční skupiny -SeH a patřící tedy mezi organoselenové sloučeniny; příkladem může být aminokyselina selenocystein.

## Struktura a vlastnosti
Selenoly mají podobnou strukturu jako thioly, ale vazba C-Se je s průměrnou délkou 196 pm přibližně o 8 % delší. Úhel C-Se-H je blízko 90°. Na selenu se nacházejí téměř výhradně orbitaly p. Vazebná energie je nižší než u S-H, což vede ke snadnější oxidovatelnosti selenolů a jejich využitelnosti jako zdrojů vodíku v přenosových hydrogenacích. Vazba Se-H se vyznačuje nižší disociační energií než S-H; například u benzenselenolu má hodnotu 326 kJ/mol, zatímco u benzenthiolu 368 kJ/mol.
Selenoly jsou přibližně 1000krát silnějšími kyselinami než thioly: pKa methanselenolu je 5,2, zatímco u methanthiolu 8,3. Deprotonacemi selenolů vznikají selenolátové anionty, RSe−, které jsou zpravidla silnými nukleofily a na vzduchu se rychle oxidují.
Teploty varu selenolů bývají v důsledku většího zapojení van der Waalsových sil vyšší než u odpovídajících thiolů. Těkavé selenoly mívají silný zápach.

## Použití a výskyt

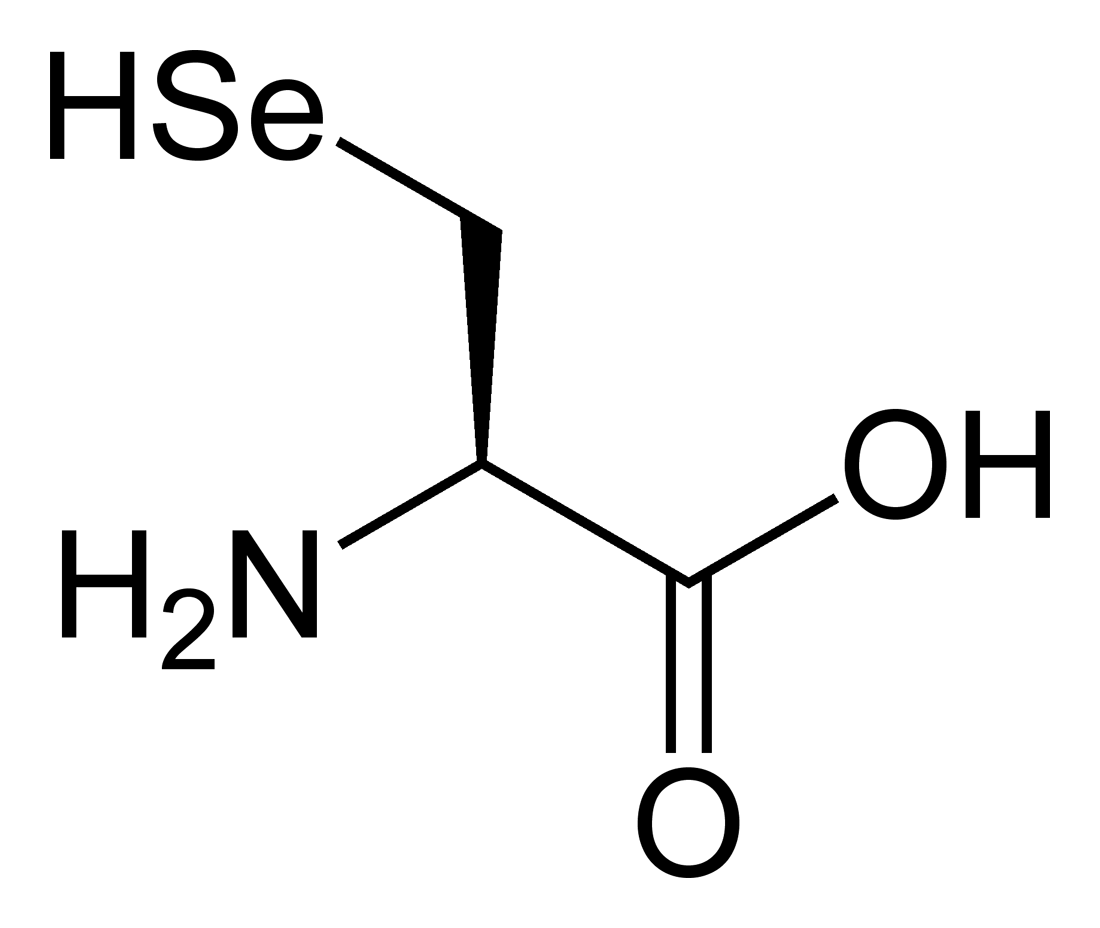
L-selenocystein, přírodní selenol

Využití selenolů je v důsledku jejich toxicity a citlivosti vazeb Se-H omezené. Selenoláty mají využití v organické syntéze.

### Biochemický význam
Selenoly se účastní několika biologických procesů. Selenolové skupiny jsou součástmi aktivních míst tří enzymů nalezených u savců: glutathionperoxidázy, jodthyronindejodázy, a thioredoxinreduktázy; selenoly v těchto enzymech jsou součástí esenciální aminokyseliny selenocysteinu. Selenolové skupiny zde slouží jako redukční činidla, která se oxidují na deriváty kyseliny selenenové (RSe-OH), posléze redukované enzymy obsahujícími thioly. Methanselenol (CH3SeH), získatelný v laboratoři působením bakteriální methionin gama lyázy na selenomethionin, má protinádorové účinky, podobně jako několik dalších organických sloučenin selenu.
Prekurzory methanselenolu se zkoumají pro možné využití při prevenci nádorů a při jejich léčbě; methanselenol je pro tyto účely biologicky aktivnější látkou než ethanselenol (CH3CH2SeH) nebo propan-2-selenol ((CH3)2CH(SeH)).

## Příprava
Selenoly se obvykle připravují reakcemi organolithných nebo Grignardových činidel s elementárním selenem; například benzenselenol se získává z fenylmagnesiumbromidu a selenu, kde po provedení této reakce následuje okyselení:
Další možností je alkylace selenomočoviny a hydrolýza. Selenoly lze rovněž vytvořit redukcemi diselenidů a protonací vzniklých selenolátů:
2 RSe-SeR + 2 Li+[HB(CH2CH3)3]− → 2 RSe−Li+ + 2 B(CH2CH3)3 + H2
RSe−Li+ + HCl → RSeH + LiCl
Dimethyldiselenid se v buňkách snadno redukuje na methanselenol.

## Reakce
Selenoly se oxidují na diselenidy, sloučeniny obsahující vazby Se-Se; například reakcí benzenselenolu s bromem vzniká difenyldiselenid:
2 C6H5SeH + Br2 → (C6H5Se)2 + 2 HBr
Za přítomnosti zásad jsou selenoly alkylovány na selenidy, například methylací methanselenolu vzniká dimethylselenid.

## Bezpečnost
Organoselenové sloučeniny působí jako kumulativní jedy.